# Bitka pri Dogger Banku (1696)
Bitka pri Dogger Banku je bila pomorska bitka Devetletne vojne, ki se je odvijala 17. junija 1696 na območju Dogger Banka. V bitki je sedem francoskih ladij pod poveljstvom Jeana Barta porazilo pet nizozemskih ladij ter konvoj, ki so ga spremljale.